# 西亦次郎
西 亦次郎（にし またじろう、1909年5月28日 - 1974年11月13日）は、福岡県出身の実業家。元西鉄ライオンズオーナー・社長。日本プロ野球（日本野球機構）におけるドラフト制度の生みの親と言われる。

## 経歴
旧制福岡中学校（現：福岡県立福岡高等学校）、福岡高等学校 (旧制)を経て、1930年九州帝国大学法文学部卒業。西日本鉄道の前身会社の九州電気軌道に入社。小倉営業所長、東京出張所長、西鉄本社運輸局次長、小倉支社副支配人となり、戦前のプロ野球チーム・西鉄軍においてはチームと本社間のパイプ役を務めた。戦後の1950年、前年暮れに創立したばかりの西鉄クリッパース（翌1951年、西日本パイレーツを吸収し西鉄ライオンズに改称）オーナーに就任。1952年、球団社長の座に着き、15年間球団社長を務めた。
西鉄ライオンズに三原脩を監督として招致し、その後球団は1954年に初のパ・リーグ優勝、1956年からは日本選手権シリーズ三連覇を成し遂げ、黄金期を画する。三原が1959年のオフに退団した後も、3年連続3位ののち1963年にリーグ優勝（西鉄ライオンズとして最後の優勝）を果たすなど下位に転落し続けたわけではなかったが、親会社である西日本鉄道側の赤字が続いた。
その当時、この経営赤字に危機感を持った西は、アメリカのNFLにおけるウエーバー方式のドラフトを知る。
この制度を日本のプロ野球に導入してみてはどうかと考えた西は、これを元に原案を作る。そしてこの草案を1964年7月24日のパ・リーグオーナー懇談会にて発表し、パ・リーグ全球団の支持を得る。一方、セ・リーグにおいては大洋ホエールズしか支持を表明をせず、資金力があり、有望選手をほぼ自由に獲得できた読売ジャイアンツ（巨人）や阪神タイガースはドラフトは不要なものとして反対した。この2球団を擁するセ・リーグ側は賛成が全球団の4分の3なら賛成するという厳しい条件を出し、反対を貫く。
西は当時のプロ野球界が新人選手の争奪が激しくなるにつれて、人件費がはね上がってしまい、資金力のない球団ほど非常に不利な状況になってしまう当時の日本の野球界の現状を懸念し、ドラフト制度の導入の必要性を訴え、セ・リーグ側球団の説得を続けた。その結果、国鉄スワローズ、中日ドラゴンズが賛成に回り、条件の9球団に達するに至った。
かくして1964年10月2日に、会議において、ドラフト制度の検討が決議され、翌年1965年4月22日の実行委員会で、巨人・阪神側も西の説得に応じ、「ドラフト制度導入も仕方ない」と賛成を表明する。1965年7月の実行委員会で導入が正式決定され、11月に第1回選択会議が開催された。
一方西鉄球団は本業の交通産業の業績悪化、その後の黒い霧事件などで打撃を受け、最終的に経営権を手放すに至った。
その他の西の功績としては池永正明、尾崎将司（ジャンボ尾崎）の獲得成功などがある。
西鉄球団社長辞任後、1967年にマツダオート福岡に社長に就任した。その縁で同年11月11日より、東洋工業の嘱託という形で広島東洋カープの球団経営に参加した。